# Hugo Hansson
Gustav Hugo Hansson, född 17 september 1901 i Göteborg, död där 17 april 1997, var en svensk målare och reklamtecknare.
Hansson studerade vid Slöjdföreningens skola i Göteborg. Vid sidan av sitt eget skapande utförde han reklamteckningar och adresser.